# ВАЗ-2107
ВАЗ-2107 «Жигули» (LADA 2107) — советский и российский заднеприводный автомобиль II группы малого класса, с кузовом типа седан. На момент своего дебюта в иерархии моделей Волжского автозавода считался преемником ВАЗ-2103. Является одним из последних представителей «вазовской классики», выпускался на ОАО «Волжский автомобильный завод/АвтоВАЗ» с 11 марта 1982 года по 17 апреля 2012 года.

## История создания
В начале 1970-х в КБ АвтоВАЗ началась работа по созданию второго поколения заднеприводных легковых автомобилей, призванных заменить выпускавшиеся модели ВАЗ-2101, ВАЗ-2102, 2103. Так же как и в случае с предыдущими моделями, планировалось создание автомобиля с кузовом седан в стандартной комплектации (модель 2105), автомобиля с грузопассажирским кузовом типа «универсал» (2104) и автомобиля с кузовом седан более высокого сегмента (2107). Первые ходовые прототипы ВАЗ-2107 были построены в 1978 году. Серийное производство модели 2107 началось в марте 1982 года. В 2006 году произошёл ребрендинг всего классического семейства АвтоВАЗа (за исключением модели 2106, которую в этом же 2006 году снимали с производства). Таким образом, ВАЗ 2107 «Жигули» стал называться LADA 2107.
ВАЗ-2107 — модифицированная люкс-версия автомобиля ВАЗ-2105, который, в свою очередь, ведёт своё происхождение от Fiat 124, малолитражного семейного седана образца 1966 года (победителя конкурса Европейский автомобиль года 1967 года). На экспорт ВАЗ-2107 шёл под названиями Lada Nova, Lada Riva, Lada Signet, Lada 1500.
Дизайнер многих автомобилей классического семейства — Владимир Степанов.
С 2002 по 2012 год ВАЗ-21070 (модификация ВАЗ-2107) производился на территории Украины (ЛуАЗ, ЗАЗ и КрАСЗ). В мае 2008 года сборка LADA 2107 налажена на аргунском заводе «Пищемаш» в Чеченской Республике. С марта 2011 года выпуск LADA 2107 освоен Ижевским автозаводом.
В апреле 2012 года концерн АвтоВАЗ под управлением Игоря Комарова принял решение окончательно прекратить производство классического седана LADA 2107 на заводе «ИжАвто». Данное решение принято по причине сильно упавшего спроса на данную модель, а также из-за ускорения работ в Ижевске по подготовке производства к выпуску Lada Granta. Последний седан LADA 2107 сошёл с конвейера завода «ИжАвто» 17 апреля 2012 года. В Египте LADA 2107 собиралась до начала 2014 года. В 2014 году ВАЗ-2107 был снят с производства окончательно.
Производство универсала 2104, унифицированного с седаном по силовой установке, экстерьеру и интерьеру передней части кузова, продолжилось до 17 сентября 2012 года.
В марте 2017 года аналитическое агентство «Автостат» провело исследование, по результатам которого самым популярным легковым автомобилем в России стал седан LADA 2107. Этой моделью на момент исследования управляли 1,75 млн россиян. По данным на середину 2022 года, LADA 2107 по-прежнему является самой распространённой моделью на российских дорогах (на учёте состоят 1562 тыс. автомобилей этой марки).

## Модификации
- ВАЗ-21070 (двигатель 2103, 1,5 л, 8 кл., карбюратор), бамперы передние и задние алюминиевые с резиновой вставкой.
- ВАЗ-21072 (двигатель 2105, 1,3 л, 8 кл., карбюратор, ремённый привод ГРМ).
- ВАЗ-21073 (двигатель 21213, 1,7 л, 8 кл., моновпрыск — экспортная версия для европейского рынка).
- ВАЗ-21074 (двигатель 2106, 1,6 л, 8 кл., карбюратор).
- ВАЗ-2107-20 (двигатель 2104, 1,5 л, 8 кл., распределённый впрыск, Евро-2[13]).
- ВАЗ-2107-71 (двигатель 1,4 л., 66 л. с. двигатель 21034 под бензин А-76, версия для Китая).
- ВАЗ-21074-20 (двигатель 21067-10, 1,6 л, 8 кл., распределённый впрыск, Евро-2).
- ВАЗ-21074-30 (двигатель 21067-20, 1,6 л, 8 кл., распределённый впрыск, Евро-3).
- ВАЗ-210740 (двигатель 21067, 1,6 л, 55кВт/72,7 л. с. 8 кл., инжектор, катализатор) (2007 г.в.).
- ВАЗ-21077 (двигатель 2105, 1,3 л, 8 кл., карбюратор, ремённый привод ГРМ — экспортная версия для Великобритании).
- ВАЗ-21078 (двигатель 2106, 1,6 л, 8 кл., карбюратор — экспортная версия для Великобритании).
- ВАЗ-21079 (роторно-поршневой двигатель 1,3 л, 140 л. с., изначально создана для нужд МВД и КГБ). Годы производства: 1986—1991[14].
- ВАЗ-2107 ЗНГ (двигатель 21213, 1,7 л, 8 кл., центральный впрыск).

## Основные отличия от LADA 2105
- Более мощный двигатель объёмом 1,5 л и мощностью 77 л. с. (для карбюраторных версий в базовой комплектации);
- Более крупная хромированная (на части машин чёрная) решётка радиатора, и как следствие — изменённая под неё крышка капота (в последние годы производства на LADA-2104 в целях унификации ставились такие же);
- Частично изменена структура задних фонарей (отказались от вертикальных стоп-сигналов 2105 и уместили их в верхний ярус, вследствие чего поворотники и огни заднего хода полностью заняли нижний ярус; на 2105 последних годов выпуска тоже ставились такие);
- Более комфортабельные передние сиденья с интегрированными подголовниками (в последние годы производства на LADA-2105, 2104 в целях унификации ставились такие же);
- На части выпускаемых машин устанавливалась жёстко формованная обшивка потолка салона и пластиковые вентиляционные облицовки задних стоек;
- Модернизированная панель приборов (в частности, добавлены тахометр и спидометр с оцифровкой до 180 км/ч, а также указатель давления масла - до 1988 года выпуска, после был заменён эконометром; в последние годы производства на LADA-2105, 2104 в целях унификации ставилась такая же);
- Добавлены дефлекторы холодного воздуха, расположенные по центру передней панели. В то время, как в ноги (через отопитель салона) можно направить поток горячего воздуха, через эти дефлекторы можно в лицо направить струю холодного воздуха (только на скорости, давлением потока встречного воздуха);
- Пластиковые бамперы с хромированными накладками вместо более массивных алюминиевых (в последние годы производства на LADA-2105, 2104 в целях унификации и удешевления ставились такие же). ВАЗ-2107 стал первым отечественным автомобилем с пластмассовыми бамперами советского производства (появившийся годом ранее «Москвич-2140SL» также имел пластиковые бамперы, но они поставлялись из Югославии);
- Абсолютно плоская крышка багажника, с 2008 года начали ставить крышку багажника с двумя подштамповками, как у LADA 2105, в связи с унификацией производства (и меньшей трудоёмкостью производства крышки 2105);
- Изменены некоторые детали салона: обивки дверей, кнопки блокировки дверей, панель радиоприёмника, ручка рычага КПП, рулевое колесо (4-спицевое вместо 2-спицевого у 2105 и 2104; все три машины поздних годов выпуска (примерно с 1997 года) комплектовались 4-спицевым рулём, но несколько иного дизайна (у оригинального руля 2107 была вогнутая, а не плоская ступица), близкого к рулю ВАЗ-21213);
- Отличается схема электросистемы (различия и между отдельными модификациями, в зависимости от типа двигателя).
- В салоне на крышке бардачка на шильдике написано «LADA» вместо «Жигули» (на 2104 и 2105 последних годов выпуска в целях унификации производства тоже там же писалось «LADA»).

## Безопасность
Издание «Авторевю» в 2001 году решило провести краш-тест автомобиля. ВАЗ-2107 установил антирекорд, набрав 0 баллов из 16.
| ARCAP                                    |         |  |  |
|                                          |         |  |  |
|                                          | 0 из 16 |  |  |
| Протестированная модель: ВАЗ-2107 (2001) |         |  |  |

Краш-тест:

## В автоспорте
- Данный автомобиль очень популярен в Венгрии, где уже давно стал культовым и широко применяется в автоспорте (преимущественно в ралли);
- 2006—2010. Чемпионат России по классическому ралли — Григорий Новичихин;
- 2010—2011. Чемпионат России по автомобильным кольцевым гонкам (RTCC) — № 797 Владислав Кубасов, Команда: ВПК СПОРТ;
- 2012. Соревнование BATTLE ROBOT CAR в Астрахани, в котором ВАЗ-2107 был оснащён пультом дистанционного управления.

## Факты
Фары автомобилей ВАЗ-2105 и ВАЗ-2107 на заводе в течение долгого времени оснащались «рожками-лапками» — по две штуки на каждую фару. Эти «рожки-лапки» являются ограничителями хода дворников, которые позволяют им охватывать максимальную площадь фары и останавливаться ровно. Такая опция в виде дворников на фарах реализовывалась на очень небольшом количестве автомобилей.

## Комментарии
1. ↑  До 1987 г. штатная КПП для версий с двигателем 2106.
2. ↑  С 1987 г. для всех версий.
3. ↑  С 1988 г. для части экспортных экземпляров.
4. ↑  Обозначалась в инструкции по эксплуатации как «ВАЗ-2106-10».
5. ↑  С 1987 г. для всех версий.
6. ↑  С 1988 г. для части экспортных экземпляров.
7. ↑  Выпускается вместо четырёхступенчатой КПП 2105.
8. ↑  Выпускается вместо пятиступенчатой версии КПП 2105. Изначально входила в штатную комплектацию модификации 21065, а с середины 1990-х гг. по заказу могла устанавливаться и на ВАЗ-2106.